# Dek Messecar
Dek Messecar (Toronto, 3 marzo 1946) è un bassista e cantante canadese naturalizzato statunitense, conosciuto prevalentemente per la sua militanza nelle band rock progressivo Caravan .

## Biografia
È nato in Canada, ma ha trascorso la sua infanzia negli Stati Uniti. Ha iniziato la sua carriera suonando nei locali di New York, all'inizio degli anni sessanta.
Nel 1966 incise il suo primo album, What's the Matter with Me, insieme ad un allora sconosciuto Jerry Donahue. Dal 1972 al 1974 ha fatto parte dei Darryl Way's Wolf, band di supporto del violinista Darryl Way, fouriuscito dai Curved Air.
Nel febbraio 1977 iniziò ad esibirsi con i Caravan, ed  è presente nel loro album Better by Far, del 1977. Non molto tempo dopo l'uscita di questo disco, la band si sciolse, ma si riunì nel 1980 e pubblicò The Album. Messecar decise però di lasciare la band nel 1981.

## Discografia

### Album solisti
- 1966 – What's the Matter with Me

### Con i Caravan
- 1977 – Better by Far
- 1980 – The Album

### Con Darryl Way
- 1973 – Canis Lupus
- 1973 – Saturation Point